# ソロアンナイ
ソロアンナイは、北海道の日高郡新ひだか町にある標高931.5mの山である。山頂には二等三角点「層雲内」が設置されている。

## 概要
日高山脈を構成する中日高の山で、主稜線上の標高1,831m峰から西に伸びる支稜線上にナメワッカ岳を経て連なるイドンナップ岳から新ひだか町側に伸びた尾根の先端部に位置する。
山名はアイヌ語であるものの意義は一切不明。静内郡絵図面には「ソヲウエンナイ山」と書かれており、それを漢字表記にしたものが三角点名「層雲内」であるとされる。「山」や「ヌプリ」といった山を表す接尾語がない珍しい山で、付近には同じような山としてレサッピ・オロエナイがある。

## 登山
登山道はないが主に無雪期に登られる。道道111号から西の沢林道へ入り、分岐を経てイドンナップ林道へ入ったところで途中でゲートが設置されているためそこからは徒歩で進むが、一部崩壊箇所などがあったりするため注意が必要。ソロアンナイ山頂北西側の沢で林道から逸れて、沢登りや藪漕ぎを経て山頂へ至る。